# فوئنتسن
فوئنتسن (به اسپانیایی: Fuentecén) یک شهرستان در اسپانیا است.